# Rudolf Sremec
Rudolf Sremec (Vinkovci, 18. kolovoza 1909. – Zagreb, 16. prosinca, 1999.) bio je hrvatski redatelj i scenarist, filmski kritičar i teoretičar.

## Životopis
Nakon završetka studija na zagrebačkom Filozofskom fakultetu (slavistika, francuski jezik i povijest) izvjesno vrijeme radi kao srednjoškolski profesor.  Filmom se počinje baviti od 1945. kada se zapošljava u Državnom filmskom poduzeću DFJ (Demokratske Federativne Jugoslavije) - Direkciji za Hrvatsku. Isprva radi na propagandnom filmu, potom postaje dramaturg i redatelj dokumentarnih filmova, većinu tih filmova napravio je za Jadran film i Zora film. 

## Karijera
Rudolf Sremec, napravio je oko 90 kratkih filmova, za koje je sam napisao scenarij.
Njegov predmet interesa bila je osobito rodna Slavonija, njeni ljudi i običji. Selo i njegove metamorfoze u sukobu starog i novog.
Prvu značajniju nagradu (diplomu) dobio je 1953. na Festivalu u Berlinu, za dokumentarni film: Uspavana ljepotica, priču o kulturno povijesnim spomenicima gradaTrogira. Potom je njegov film Crne vode (1956.), o ljepotama Kopačkog rita, nagrađen za fotografiju (F. Vodopivec) na festivalima u Cannesu i Beogradu. Animirani film Dušana Vukotića Surogat, za koji je Sremec napisao scenarij, dobio je 1962. godine Oscara.
1963. režira Ljude na točkovima (1963.), vrlo kritički film o seljacima radnicima koji svakodnevno putuju na posao, i njihovoj teškoj i bijednoj stvarnosti. Jer oni su se morali ustajati u gluho doba noći, potom raditi, da bi se kući vratili tek predveče. Za taj film nagrađen je Zlatnim zmajem na Festivalu u Krakovu, te 2 nagradom za režiju na Festivalu u Beogradu. Te godine dobio je i Nagradu grada Zagreba. Za  Učitelja plesa (1969.), film o putujućem seoskom učitelju plesa, i Vrijeme šutnje (1971.), o tadašnjem slavonskom običaju da starci čekaju smrt u kući za umiranje (stanu na kraju sela), dobio je specijalne diplome na Festivalu kratkog i dokumentarnog filma u Beogradu.
Sremec se ogledao i u režiji kratkih igranih filmova - Oklada Mr. Greena (1971.),  radio je i za televiziju, tako je za TV Zagreb i TV Beograd režirao je niz popularno znanstvenih i obrazovnih programa. 
Na Filozofskom fakultetu u Zagrebu predavao je od 1963. do 1969. povijest filma i filmski jezik, i tako bio na neki način utemeljitelj filmologije uz profesora Ivu Hergešića. Rudolf Sremec bavio se i filmskom kritikom, teorijom i popularizacijom filma, dugi niz godina bio je urednik časopisa Filmska kultura. Autor je knjige Pogled na film (Zagreb, 1979.). 
Rudolf Sremec bavio se i organizacijom filmskog života, dugi niz godina bio je predsjednik jugoslavenske sekcije FIPRESCI-ja (međunarodne federacije za film i filmsku publicistiku) bio je čest član žirija na raznim međunarodnim festivalima (npr. u Oberhausenu, Mannheimu i Krakovu) i domaćim festivalima ( Pula ). 
Rudolf Sremec, dobio je nekoliko visokih državnih odličja, između ostalog i nagradu Vladimir Nazor za životno djelo 1977. godine.

## Filmografija

### Režija dokumentarnih filmova
- Koraljari i spužvari (1947.)
- Vlak 51 (1947.)
- Jugoslavenski narodni plesovi (1948.)
- Događaj u Raši (1950.)
- Izložba srednjovjekovne umjetnosti naroda Jugoslavije (1951.)
- Uspavana ljepotica (1953.)
- Crne vode (1956.)
- Govor pokoljenja : pokoljenja govore : jugoslavenska enciklopedija (1957.)
- Skulptor i materija (1959.)  dokumentarni
- Brod plovi u Zagreb (1961.)
- Ljudi na točkovima (1962.)
- Zemlja (1964.)
- Sezonci (1965.)
- Zelena ljubav (1968.)
- Učitelj plesa (1969.)
- Nastupaju Anka i Julika (1971.)
- Vrijeme šutnje (1971.)
- Hrast (1974.)
- Starinske igre (1975.)
- Emisija za južne slavene (1979.)
- Krleža - školovanje u Mađarskoj (1991.)

### Scenarij
- Uspavana ljepotica (1953.)
- Crne vode (1956.)
- Skulptor i materija (1959.)
- Brod plovi u Zagreb (1961.)
- Surogat (1961.)

### Gluma
- "H-8" kao Almin ljubavnik (1958.)

### Knjige
- Rudolf Sremec: Pogled na film : kritike i eseji, Zagreb : Nakladni zavod Matice hrvatske, 1979.

## Vanjske poveznice
- O Rudolfu Sremcu na stranicama film.hr  Arhivirana inačica izvorne stranice od 13. studenoga 2011. (Wayback Machine)
- Rudolf Sremac na Internet Movie Database